# Vladímir Vissotski
Vladímir Semiónоvitx Vissotski (rus: Влади́мир Семёнович Высо́цкий, 25 de gener de 1938, Moscou – 25 de juliol de 1980, Moscou) va ser una icona del panorama musical rus, cantant, compositor, poeta, actor d'ascendència mixta jueva i russa, la seva carrera musical va tenir un immens i durador efecte en la cultura russa. El talent polifacètic de Vladímir Vissotski sovint és descrit per la paraula "bard" (бард), que va adquirir un significat especial a la Unió Soviètica. No obstant això, Vissotski mai va ser entusiasta d'aquest terme. Es veia a si mateix principalment com un actor i escriptor, i una vegada va comentar, "jo no pertanyo a allò que la gent anomena bards o trobadors o el que sigui." Encara que el seu treball va ser ignorat en gran manera pels sectors culturals soviètics oficials, va aconseguir notable fama durant la seva vida, i fins al dia d'avui encara exerceix gran influència sobre molts dels músics més populars de Rússia i dels actors que volen emular la seva icona.

## Biografia
Vladímir Vissotski va néixer a Moscou, concretament a l'hospital de maternitat situat al carrer Trétia Mesxànskaia, el 25 de gener de 1938. El seu pare, Semion Vladímirovitx Vissotski (1916–1997), era un oficial superior d'ascendència jueva i el llinatge patern era ucraïnès (originari de Kíev); la seva mare era russa, Nina Maksímovna Serióguina (Vissótskaia, 1912–2003), una intèrpret d'alemany. La família Vissotski va viure en un pis comunal a Moscou en condicions força difícils, i van tenir serioses dificultats financeres. Els seus pares es van divorciar poc després del seu naixement. Després d'una infància vivint a l'RDA, on passa la major part del temps amb la seva mare a Buzuluk, més tard es va traslladar a Moscou.
El 1946 el seu pare és traslladat en la base militar d'Eberswalde, a la zona alemanya ocupada pels soviètics després de la Segona Guerra Mundial (més tard República Democràtica Alemanya), Vladímir es trasllada a viure amb ell i amb la seva madrastra, d'origen armeni, qui Vladímir anomena «tieta Ievguénia» o «tieta Jénia». Vladímir va viure entre els anys 1947 i 1949 amb el seu pare (que aleshores era major de l'armada) i la "tieta Jénia" a la base militar.
El 1949 torna a Moscou i el 1955 va començar a estudiar enginyeria a l'Institut d'Enginyeria Civil de Moscou (Московский государственный строительный университет), que abandona, després d'un sol semestre, per matricular-se a l'Escola Estudi Nemiróvitx-Dàntxenko del Teatre de l'Art de Moscou (Московский Художественный академический театр), on es gradua el 1960. Va arribar a actuar al teatre de la Taganka el 1964.
El 1959 comença la seva carrera professional com a actor amb petits papers al Teatre Aleksandr Puixkin de Moscou. El 1964, el director Iuri Liubímov, que es convertiria en mentor i amic íntim de Vissotski, el va convidar a unir-se al popular Teatre de Drama i Comèdia al Taganka. Allà Vissotski es va fer conegut amb els seus papers protagonistes en obres com Hamlet (de Shakespeare) i Vida de Galileu (de Bertolt Brecht).
La companyia teatral del Taganka era víctima freqüent de la persecució del govern per la seva presumpta impuresa ètnica i la seva deslleialtat política, el qual va inspirar a Vissotski a identificar-se com un «brut yid» (жид пархатый). En aquella època també va aparèixer a diversos films, els quals presentaven algunes de les seves cançons, per exemple Vertikal (La vertical), una pel·lícula sobre alpinisme.
Mentrestant, va començar a compondre poemes i cançons, en part polítics, però generalment amb un contingut molt "humà". De fet, en un principi, aquestes cançons no estaven destinats a una àmplia audiència, i l'èxit es va deure a la casualitat. Una nit, en una trobada amb artistes, un amic va decidir enregistrar-lo i a partir d'aquí, va començar a circular mitjançant còpies de particulars, i així va començar la seva carrera com a cantant.
Tot i ser reconegut per les autoritats soviètiques com un actor, les seves cançons oficialment no seran ben rebudes i, per tant, amb poques excepcions, mai van ser enregistrades a l'URSS, almenys de manera oficial, ja que no aconseguia contractes amb Melódia, l'empresa que monopolitzava tota la indústria discogràfica soviètica. Tanmateix, la seva popularitat va continuar creixent, amb l'aparició a l'URSS dels reproductors de cinta (amb cinta oberta de baixa qualitat), i més tard dels cassets. L'èxit no es feu esperar, i la prohibició oficial va fer augmentar l'interès en la seva obra. Però el que més va atraure l'opinió pública russa de Vissotski és que va arribar i es van atrevir a expressar la realitat de la vida dels seus ciutadans. Malgrat les prohibicions, s'incrementaren el nombre de còpies il·legals de les seves cançons, i periòdicament s'organitzen concerts, també de manera il·legal.
El 1969, es va casar amb l'actriu francesa d'origen rus, Marina Vlady. Ella conegué bé les nits de treball de Vissotski, despertant-se a mitjanit, murmurant unes paraules i anant al seu despatx a escriure el que li venia. Gràcies al seu matrimoni, Vissotski tingué l'oportunitat de sortir de l'URSS per anar a visitar França, els Estats Units, o fins i tot Mèxic l'abril de 1977. Va poder realitzar alguns enregistraments, incloent una part d'interpretacions en francès, cançons publicades per Polydor, tot i que el 2009 encara no s'han editat en CD. Però, com Aleksandr Vertinski mig segle abans, no s'aclimatava a un país estranger, i de seguida que podia tornava al seu país.
El treball intens com a actor i cantant, la falta de son, l'alcohol i el tabac per una banda, i les prohibicions i el no reconeixement oficial de l'artista va deixar moltes empremtes en la seva salut. Vissotski va morir a Moscou el 1980 d'un atac al cor, a l'edat de 42 anys, en plenes celebracions dels Jocs Olímpics de la ciutat. Tot i el silenci dels mitjans de comunicació, una multitud de 200.000 persones li van voler transmetre el seu condol en el seu funeral. En resposta a la mort de Vissotski, alguns cantants com Bulat Okudjava i Iuri Vízbor van compondre una cançó de comiat. Un cantant polític polonès, Jacek Kaczmarski, que es va inspirar en algunes cançons de Vissotski, va escriure en aquesta ocasió Epitafium dla Wlodzimierz Wysockiego (Epitafi per a Vladímir Vissotski).

### Parelles
La primera esposa de Visotski va ser Izolda Júkova. El 1961 va conèixer a la seva segona esposa, Liudmila Abràmova; es van casar el 1965 i van tenir dos fills, Arkadi i Nikita.
Mentre estava casat amb Liudmila Abràmova, Vissotski va tenir una amant, Tatiana Ivanenko, i més tard (el 1967) es va enamorar de Marina Vlady, una actriu francesa d'avantpassats russos, que en aquell moment estava treballant a Mosfilm per a una coproducció francosoviética. Vlady ja havia estat casada i tenia tres fills (mentre que Vissotski en tenia dos). El seu amor va ser apassionat i impulsiu, alimentat per l'estatus exòtic de Vlady com una francesa a l'URSS, i per la popularitat incomparable de Vissotski al seu país. I finalment, el 1969 es van casar.
Durant deu anys van mantenir una relació a distància, amb Vlady treballant en França i tractant de passar més temps a Moscou, i els amics de Vissotski tractant de tirar dels fils per ajudar-lo a aconseguir que li permetessin sortir del país per estar amb la seva esposa. Vlady finalment va entrar en el Partit Comunista de França, que li va atorgar un visat il·limitat per entrar i sortir de la Unió Soviètica, i li va brindar a Vissotski una certa immunitat contra la persecució del govern, que estava cansat de la poesia antisoviètica i la seva desafiadora popularitat amb les masses.
Els problemes de la seva relació a distància amb Vlady va inspirar algunes de les cançons de Vissotski.

### Últims anys
Des de mitjans dels anys setanta, Vissotski havia estat patint alcoholisme. Moltes de les seves cançons en aquesta època tracten -tant de manera directa com a metafòrica- sobre l'alcoholisme, la bogeria, les manies i les obsessions.
Això pot haver tingut a veure amb la seva increïble popularitat. Al llibre que va escriure Marina Vladi sobre el seu espòs, explica que en caminar pel carrer en una nit d'estiu, es podia sentir la recognoscible veu de Vissotski sortint de qualsevol finestra oberta.
Incapaç d'ignorar completament aquest fenomen musical-social, la discogràfica estatal Melódia va llançar unes quantes de les seves cançons en vinil a finals dels anys setanta, les quals només representaven una ínfima porció de la seva obra, que milions de soviètics coneixien via casset i se sabia de memòria.
Vissotski sí que va obtenir reconeixement oficial com a actor de teatre i cinema. Va protagonitzar una sèrie de televisió immensament popular, El lloc de trobada no es pot canviar, sobre dos policies que lluiten contra el crim a finals dels anys quaranta, a la Rússia estalinista.
Malgrat la seva reeixida carrera actoral, Vissotski va continuar fent diners amb els seus recitals a través de tot el país, sovint amb un programa intensíssim, que cap al final de la seva vida va ser necessari per mantenir la seva creixent dependència de les drogues (primer amfetamines i després opiacis).

### Mort de Vladímir Vissotski
El 16 de juliol, Vissotski va oferir el seu últim concert públic a Koroliov, Kaliningrad, i va morir a Moscou als 42 anys, d'un atac cardíac metre dormia, el dia 25 de juliol de matinada (si s'ha de creure al seu doctor personal Fedótov).
Almenys dos dels companys d'aquest últim –Leonid Sulpovar, el metge de l'Institut Sklifossofski, i Stanislav Sxerbakov (qui va exigir l'hospitalització immediata de l'actor el 23 de juliol, però, pel que sembla, desestimat per Fedótov)– van insistir que Vissotski, fortament sedat, va morir per asfíxia mentre dormia. Una anàlisi post-mortem va ser impedida pels pares Vissotski (qui van pensar que no podrien seguir mantenint l'addicció del seu fill a les drogues en secret), de manera que la veritable causa de la mort segueix sent desconeguda.
Cap anunci oficial no va ser realitzat, únicament un petit obituari va aparèixer al diari Vetxérniaia Moskvà, però cap al final del dia literalment milions de persones tenien constància de la mort de l'artista rus. El 28 de juliol, com a homenatge, el seu cos va ser exposat al teatre Taganka. Després d'una cerimònia de dol amb una participació de la inaudita (en l'època soviètica, quan les reunions massives no estaven autoritzades), va ser enterrat al cementiri de Vagànkovo a Moscou.
Per assistir al seu funeral, milers de moscovites van abandonar els estadis (en aquell moment se celebraven les olimpíades d'Estiu de 1980). Encara que no es van publicar els càlculs oficials, s'estima que un milió de persones van assistir als funerals de Vissotski, gairebé tants com els del papa Joan Pau II quinze anys després.
Les autoritats soviètiques, davant de semblant desplegament de masses davant de la mort d'un cantant subterrani, va enviar tropes a Moscou per prevenir possibles revoltes.
Vissotski va rebre un reconeixement pòstum com a Artista Meritori de la Unió Soviètica.

#### Controvèrsia al voltat de les circumstàncies de la seva mort
Algunes persones pensaven que part de la culpa per la seva mort tenia a veure amb el grup de socis que l'envoltaven en els darrers anys de la seva vida. Aquest centre proper el conformaven totes les persones sota la influència del seu caràcter fort, combinat amb un interès material en les sumes grans de diners que els seus concerts generaven. Aquesta llista incloïa Valeri Iànklovitx, administrator del Teatre Taganka i principal organitzador dels seus concerts no aprovats; Anatoli Fedótov, el seu doctor personal; Vadim Tumànov, prospector d'or (i amic personal) de Sibèria; Oksana Afanàssieva (posteriorment Iarmólnik), la seva mestressa de casa els tres darrers anys de la seva vida; Ivan Bortnik, un actor amic; i Leonid Sulpovar, cap de divisió a l'Institut Sklifossofski, responsable de gran part del seu subministrament de drogues.
Tots els socis de Vissotski havien posat els esforços necessaris per a satisfer el seu costum de droga, que el va mantenir en els darrers anys de la seva vida. Sota la seva influència podia continuar actuant pertot arreu el país, fins a una setmana abans de la seva mort. A causa de vendes il·legals de tiquets i uns altres mètodes subterranis, aquests concerts aconseguien sumes de diners inimaginables en temps soviètics, quan gairebé tothom rebia un salari igual petit. Els pagaments i reunió de diners eren una font constant de perill, i Iànklovitx i altres eren requerits per organitzar-los.
Alguns diners se n'anaven per a Vissotski, la resta es distribuïa entre aquest cercle. Al principi això era un retorn raonable sobre els seus esforços; tanmateix, mentre la seva addicció progressava i el seu cos es desenvolupava la resistència, la freqüència i quantitat de drogues necessitades per fer Vissotski anant-se'n es tornaven ingestionables. Això culminava en el moment de les olimpíades de Moscou que coincidien amb els darrers dies de la seva vida, quan els subministraments de drogues es controlaven més estrictament de l'habitual, i alguns dels doctors implicats ja es trobaven entre reixes (normalment els doctors havien de donar explicacions per totes les ampolles, així les drogues es transferien a un contenidor buit, mentre que els pacients rebien un substitut o placebo a canvi). En els darrers dies Vissotski es va tornar incontrolable, els seus crits es podien sentir per tot l'apartament construït al carrer Màlaia Gruzínskaia, on vivia entre VIP's. Uns quants dies abans de la seva mort, en un estat d'estupor se va anar a fer un passeig a alta velocitat al voltant de Moscou en un intent d'obtenir drogues i alcohol - quan molta gent d'alt estatus el veia. Això va augmentar les probabilitats que ser forçosament admès a l'hospital, i el consegüent perill per al cercle de subministrament del seu hàbit. A mesura que el seu estat de salut va empitjorar i es va fer evident que podia morir, els seus associats es van reunir per decidir què fer amb ell. Ells no van prendre cap decisió ferma. Ells no volien que ho admetés de forma oficial, ja que la seva addicció a les drogues que es farien públics i cauria sota sospita, encara que alguns d'ells va admetre que qualsevol persona normal i corrent en la seva condició hagués estat admès immediatament.

## Estil
Vissotski va utilitzar sovint tot allò grotesc com a mitjà per a criticar la vida contemporània, encara que de vegades la seva poesia està marcada per un lirisme tràgic sense precedents, així com pel psicologisme i la identificació total amb els herois dels seus versos (soldats de la Gran Guerra Pàtria, artistes, vàndals).
Aquest poeta va ser la consciència del país durant els anys setanta.

## Bard de Rússia
El talent polifacètic de Vissotski es descrivia sovint amb el terme «bard» (бард), que va adquirir un significat especial a la Unió Soviètica.
A Vissotski en canvi mai no li va agradar aquest terme. Ell es considerava principalment un actor i un escriptor, i una vegada va declarar: «No sóc el que la gent anomena bard o minestrel o el que sigui».
Encara que el seu treball va ser sistemàticament ignorat per l'establishment cultural soviètic, va obtenir una fama important durant la seva vida, i fins al dia d'avui exerceix una significativa influència en molts dels actors i músics populars de Rússia, que desitgen emular el seu estat icònic.

## Obra discogràfica

### Discografia en viu
- Алиса в стране чудес / Alícia al país de les meravelles (1977) 2 vinils
 adaptació d'Alícia al país de les meravelles. Lletra i música de Vladimir Vissotski
 amb Klara Rumiànova, Vladímir Vissotski, V. Abdúlov.

### Discografia pòstuma
- França

- Le Vol Arrêté (1981), ed. Le Chant du Monde, [CD]
- Vlady / Vyssotski (1988), ed. Le Chant du Monde, CD
- Le Monument (1995), ed. Le Chant du Monde, [CD]

- Alemanya

- Wir drehen die Erde (1993) [CD]
- Lieder vom Krieg (1995) [CD]

- Rússia

- На концертах Владимира Высоцкого / Als concerts de Vladímir Vissotski

- 01, 02, 03, ... 16 (1986-1990) [12"]

- Lukomória bolxe net (Pesni 1967-1968 godov) [CD SoLyd Records - 1995]
- Marina Vlady / Vladímir Vissotski (1996) [CD] [Melódia]

- MP3 kol·léktsia: Vladímir Vissotski [SoLyd Records]
 Enregistraments en viu i d'estudi

- Disc 2
- Disc 3
- Disc 4 (període 1979-1980) (2002) [CD: MP3 192 kBit/s]

### Llista de cançons
- Variations sur des thèmes tziganes (Rien ne va)
- Le vol arrêté (la fin du bal)
- A l'hôpital
- L'inquiétude (la voile déchirée)
- Magadan
- Rue Bolchoï Karetny
- Pour moi
- Le bal à joie
- Pour la première des dix jours qui ébranlèrent le monde
- Sentimental boxeur
- Vers les cimes
- Dialogue devant la télévision

## Filmografia
- 1959 — Sverstnitsy (en rus Сверстницы) - Mosfilm, del realitzador V. Ordynskii
- 1961 — Kariera Dimy Gorina (en rus Карьера Димы Горина) – M. Gorkii Studio dels realitzadors F. Dovlatyan i L. Mirskii
- 1962 — 713-iy Prosit Posadkou (en rus 713-й просит посадку) – Lenfilm, del realitzador G. Nikouline
- 1962 — Ouvolnenie na bereg (en rus Увольнение на берег) – Mosfilm, del realitzador F. Mironer
- 1963 — Chtrafnoï oudar (en rus Штрафной удар) – M. Gorki Studio, del realitzador V. Dormann
- 1963 — Jivye i mertvye (en rus Живые и мёртвые) – Mosfilm, del realitzador A. Stolper
- 1965 — Na zavtrachney oulitse (en rus На завтрашней улице) – Mosfilm, del realitzador F. Filipov
- 1965 — Nach dom (en rus Наш дом) – Mosfilm, del realitzador V. Pronin
- 1965 — Striapoukha (en rus Стряпуха) – Mosfilm, del realitzador E. Keossian
- 1966 — Ya rodom iz detstva (en rus Я родом из детства) – Belarusfilm, del realitzador V. Tourov
- 1966 — Sacha-Sachenka (en rus Саша-Сашенька) – Belarusfilm, del realitzador V. Tchetverikov
- 1967 — Verticale (en rus Вертикаль) – Studio d'Odessa dels realitzadors Stanislav Govoroukhine i Boris Dourov.
- 1967 — Brèves rencontres (en rus Короткие встречи) – Studio d'Odessa de la realitzadora Kira Mouratova
- 1967 — Voïna pod krychami (en rus Война под крышами) – Belarusfilm, del realitzador V. Tourov
- 1968 — Interventsia (en rus Интервенция) – Lenfilm, del realitzador Guennady Poloka
- 1968 — Khoziaïne taïgui (en rus Хозяин тайги) – Mosfilm, del realitzador V. Nazarov
- 1968 — Sloujili dva tovarichtcha (en rus Служили два товарища) – Mosfilm, del realitzador E. Karielov
- 1969 — Une tournée dangereuse (en rus Опасные гастроли) – Studio d'Odessa, del realitzador Gueorgui Youngvald-Khilkevitch
- 1969 — Bely vzryv (en rus Белый взрыв) – Studio d'Odessa, del realitzador Stanislav Govoroukhine
- 1972 — Tchetviorty (en rus Четвёртый) – Mosfilm, del realitzador A. Stolper
- 1973 — Plokhoï khorochy tchelovek (en rus Плохой хороший человек) – Lenfilm, del realitzador Iossif Kheifitz
- 1974 — Yedinstvennaïa doroga (en rus Единственная дорога) – Mosfilm i Titograd Studio, del realitzador V. Pavlovitch
- 1975 — Yedinstvennaya (en rus Единственная) – Lenfilm, del realitzador Iossif Kheifitz
- 1975 — Begstvo mistera Mac Kinley (en rus Бегство мистера Мак-Кинли) – Mosfilm, del realitzador M. Scweitzer
- 1976 — Skaz pro to, kak tsar Piotr arapa jenil (en rus Сказ про то, как царь Пётр арапа женил) – Mosfilm, del realitzador Alexandre Mitta
- 1977 — Ők ketten (en rus Они вдвоём) – Mafilm, del realitzador M. Mészáros
- 1979 — Il ne faut jamais changer le lieu d'un rendez-vous (en rus Место встречи изменить нельзя) – Studio d'Odessa, del realitzador Stanislav Govoroukhine
- 1980 — Malenkie traguedii (en rus Маленькие трагедии) – Mosfilm, del realitzador M. Schweitzer